# Hydropsalis
Hydropsalis es un género de aves caprimulgiformes perteneciente a la familia Caprimulgidae que agrupa a especies nativas de la América tropical (Neotrópico), cuyas áreas de distribución se encuentran desde el sureste de México a través de América Central, Antillas Menores y América del Sur hasta el centro de Argentina. A sus miembros se les conoce por el nombre popular de chotacabras, y también atajacaminos, guardacaminos, aguaitacaminos, tapacaminos, pocoyos o pucuyos.

## Lista de especies
Según las clasificaciones del Congreso Ornitológico Internacional (IOC) (Versión 4.4, 2014) y Clements Checklist 6.9 agrupa a las siguientes 4 especies:
- Hydropsalis cayennensis (Gmelin), 1789 - chotacabras coliblanco;
- Hydropsalis maculicaudus (Lawrence), 1862 - chotacabras colipinto;
- Hydropsalis climacocerca (Tschudi), 1844 - chotacabras de escalera;
- Hydropsalis torquata (Gmelin), 1789 - chotacabras tijereta.